# La Esperanza, San Martín Chalchicuautla
La Esperanza är en ort i Mexiko.   Den ligger i kommunen San Martín Chalchicuautla och delstaten San Luis Potosí, i den sydöstra delen av landet, 200 km norr om huvudstaden Mexico City. La Esperanza ligger 151 meter över havet och antalet invånare är 384.
Terrängen runt La Esperanza är platt åt nordost, men åt sydväst är den kuperad. Runt La Esperanza är det ganska tätbefolkat, med 248 invånare per kvadratkilometer. Närmaste större samhälle är Tamazunchale, 19,7 km väster om La Esperanza. Omgivningarna runt La Esperanza är en mosaik av jordbruksmark och naturlig växtlighet.